# コンパクト空間
位相空間がコンパクト（英: compact, /kəmˈpækt/）であるとは、後述する所定の性質を満たす「性質の良い」空間であり、{\displaystyle \mathbb {R} ^{n}}上の有界閉集合の性質を抽象化したもの。
「完閉」という訳語もあるが、ほとんど使われていない。
位相空間Xの部分集合Yに対し、YのXにおける閉包がコンパクトであるときYはXで相対コンパクト（英: relatively compact）であるという。
なおブルバキなどでは、本項でいうコンパクトを準コンパクト（英: quasi-compact）、準コンパクトでハウスドルフの分離公理を満たすものをコンパクトと定義することもある。これは現代でも代数幾何学においては慣習的にそうである。

## 概要

### 動機
{\displaystyle \mathbb {R} ^{n}}の有界閉集合Xは位相空間として「性質が良く」、例えば以下が成立する事が知られている：
- Xから{\displaystyle \mathbb {R} }への連続写像は必ず最大値・最小値を持つ
- Xから{\displaystyle \mathbb {R} }への連続写像は必ず一様連続である
- Xから{\displaystyle \mathbb {R} ^{n}}への単射fが連続なら、逆写像{\displaystyle f^{-1}~:~f(X)\to X}も連続である。

このような「性質の良い」空間を一般の位相空間に拡張して定義したものがコンパクトの概念である。

ただし、「{\displaystyle \mathbb {R} ^{n}}の有界閉集合」という概念自身は、「有界」という距離に依存した概念に基づいているため、一般の位相空間では定義できず、別の角度からコンパクトの概念を定義する必要がある。

そのために用いるのがボルツァーノ・ワイエルシュトラスの定理とハイネ・ボレルの被覆定理である。これらの定理はいずれも「{\displaystyle \mathbb {R} ^{n}}の有界閉集合であれば◯◯」という形の定理であるが、実は逆も成立する事が知られており、{\displaystyle \mathbb {R} ^{n}}においては
1. 有界閉集合である事
2. ボルツァーノ・ワイエルシュトラスの定理の結論部分
3. ハイネ・ボレルの定理の結論部分

の３つは同値となる。しかも上記の２，３はいずれも位相構造のみを使って記述可能である。

したがって２もしくは３の一方を満たす（同値なので実は２，３の両方を満たす）事をもってコンパクト性を定義する。ただしテクニカルな理由により、上記の２に関しては若干の補正が必要になるが、これについては後述する。

### ２種類の同値な定義
コンパクトの概念は以下に述べる同値な２性質の少なくとも一方（したがって両方）を満たす事により定義される。

#### ボルツァーノ・ワイエルシュトラス性による定式化
１つ目の性質は(有向点族に対する)ボルツァーノ・ワイエルシュトラス性といい、これは{\displaystyle \mathbb {R} ^{n}}の有界閉集合に対するボルツァーノ・ワイエルシュトラスの定理の結論部分を若干拡張した形で定式化したものである。この性質は直観的には点列の拡張概念である有向点族の極限が発散する事がない事を意味する。
コンパクトな空間では有向点族がXの「外」に「発散」する事がないので、X内で「収束」するか「振動」するかのいずれかとなる。よって任意の有向点族には収束する部分列が取れるはずであり、厳密にはこの事実を持ってコンパクト性を定義する。
コンパクトな空間は「Xの外に発散する有向点族がない」という意味において、閉集合よりもさらに「閉じた」空間だと言え、実際ハウスドルフ空間においてはコンパクトな部分集合は必ず閉集合になる事が知られている。こうした事情から、コンパクトな空間には「閉」という接頭辞をつけて呼ぶ事があり、例えばコンパクトな多様体は「閉多様体」と呼ばれる。

#### ハイネ・ボレル性による定式化
コンパクトを特徴づける２つ目の性質（前述のようにこれはボルツァーノ・ワイエルシュトラス性と同値）はハイネ・ボレル性といい、これは{\displaystyle \mathbb {R} ^{n}}の有界閉集合に対するハイネ・ボレルの被覆定理の結論部分に相当する性質である。
ハイネ・ボレル性は非常に抽象的な性質なので、その詳細は後の章に譲るが、コンパクトな空間に対する定理を証明する際、無限に伴う証明の困難さを回避するのにこの性質を用いる事ができる。なお、学部レベルの教科書ではハイネ・ボレル性の方をコンパクトの定義として採用しているものが多い。

### 距離空間における特徴づけ
Xが距離空間（もしくはさらに一般的に一様空間）であれば、上記２つのいずれとも異なる角度からコンパクト性を特徴づける事ができる。距離空間Xがコンパクトである必要十分条件はXが全有界かつ完備である事である。ここで全有界性とは、有界性を強めた条件で、任意のε>0に対し、Xが有限個のε-球の和集合で書ける事を意味する。また完備性はX上のコーシー列が必ず収束する事を意味する。
距離空間においてコンパクトの概念は、点列コンパクト性と呼ばれる性質とも同値になる。これは前述したボルツァーノ・ワイエルシュトラス性が点列に対して成立するという趣旨の概念である。この概念は一般にはコンパクト性よりも弱いが、距離空間であればコンパクト性と同値になる事が知られている。

### ベクトル空間における特徴づけ
{\displaystyle \mathbb {R} }もしくは{\displaystyle \mathbb {C} }上の有限次元ベクトル空間（あるいはより一般に有限次元の完備リーマン多様体）の部分集合Xがコンパクトである必要十分条件は、Xが有界閉集合である事である。それに対し無限次元ベクトル空間の場合は有界閉集合であってもコンパクトにならない場合がある。前述のように距離空間においてはコンパクト性は全有界かつ完備な事と同値だが、無限次元のベクトル空間の場合は全有界ではない有界閉集合が存在するからである。
なお、{\displaystyle \mathbb {R} }もしくは{\displaystyle \mathbb {C} }上のノルム空間Vの閉単位球がコンパクトである必要十分条件はVが有限次元である事である（リースの補題から直接従う）。ただし以上の議論はVにノルムから定まる位相を入れた場合の話であり、それ以外の位相を入れた場合はこの限りではない。例えばVの双対空間V*に＊弱位相を入れた場合、V*の閉単位球は（たとえV*が無限次元であっても）コンパクトである（バナッハ・アラオグルの定理）。

## ボルツァーノ・ワイエルシュトラス性によるコンパクトの定義
すでに述べたようにコンパクト性には２種類の同値な定義がある。本章ではこの２つの定義のうち、ボルツァーノ・ワイエルシュトラス性による定義について述べる。

### 有向点族
本節ではボルツァーノ・ワイエルシュトラス性の定式化に必要な概念である有向点族の概念を導入する。有向点族とは有向集合を添え字とする族である：
定義 (有向集合・有向点族) ― 空でない集合ΛとΛ上の二項関係「≤ 」の組 (Λ, ≤)が有向集合（ゆうこうしゅうごう、英: directed set）であるとは、「≤ 」が以下の性質を全て満たす事を言う:
- （反射律）∀λ∈Λ : λ ≤λ
- （推移律）∀λ,μ,ν∈Λ : λ ≤ μ, μ ≤ν ⇒ λ ≤ ν
- Λの任意の二元が上界を持つ。すなわち∀λ,μ∈Λ∃ν∈Λ : λ ≤ ν, μ ≤ν

集合X上の有向点族とは、X上の族(xλ)λ∈Λで添字集合Λが有向集合であるものを指す。有向点族はネット (英: net)、 Moore-Smith 列(英: Moore-Smith sequence)、generalized sequenceなどとも呼ばれる。
なお、有向集合の二項関係「≤ 」は、反射律と推移律を満たすのものの反対称律は満たす必要がないので、前順序ではあるものの順序の定義は満たしていない。
点列と同様、有向点族に対して収束概念や部分有向点族の概念を定義する事ができる。詳細は有向点族の項目を参照されたい。
有向点族の概念は、点列概念と違い、添字が可算である事も全順序である事も要求しない。この事が有向点族に点列にはない優位性をもたらしており、例えば有向点族の収束の概念を用いれば、閉集合など位相空間の諸概念を特徴づける事ができる事が知られているが、点列の場合はそうではない。なぜなら点列概念は添字が可算である事が原因となり、点列で閉集合を特徴づけるには位相空間の方にも何らかの可算性を要求する必要が生じてしまうからである。詳細は列型空間を参照。

### 定義
定義 (ボルツァーノ・ワイエルシュトラス性によるコンパクトの定義) ― 
位相空間{\displaystyle (X,{\mathcal {O}})}が以下の性質を満たすとき、{\displaystyle (X,{\mathcal {O}})}はコンパクトであるという：
- (有向点族に対するボルツァーノ・ワイエルシュトラス性) X上の任意の有向点族{\displaystyle (x_{\lambda })_{\lambda \in \Lambda }}に対し、{\displaystyle (x_{\lambda })_{\lambda \in \Lambda }}のある部分有向点族{\displaystyle (x_{\lambda _{\gamma }})_{\gamma \in \Gamma }}とx∈Xが存在し、{\displaystyle (x_{\lambda _{\gamma }})_{\gamma \in \Gamma }}はx∈Xに収束する

上記の定義は、{\displaystyle \mathbf {R} ^{n}}上の有界閉集合に関するボルツァーノ・ワイエルシュトラスの定理の結論部分を有向点族に自然に拡張したものである：
定理 (ボルツァーノ・ワイエルシュトラスの定理) ― 
{\displaystyle X\subset \mathbf {R} ^{n}}が有界閉集合であるとき、X上の任意の点列は収束する部分列を持つ。
なお、コンパクトの定義において、元々のボルツァーノ・ワイエルシュトラスの定理と同様、有向点族ではなく点列に対してのみ収束部分列を要求したものを点列コンパクト性と呼ぶが、点列コンパクト性は距離空間においてはコンパクト性と同値（より一般的に擬距離空間でも同値）であるものの、無条件にはこの同値性は成立しない。点列コンパクト性に関する詳細は後述する。

## ハイネ・ボレル性によるコンパクト性の定義
次にコンパクトの概念を全く違う角度から特徴づける。この特徴付けの基盤となるのは{\displaystyle \mathbf {R} ^{n}}の有界閉集合に対するハイネ・ボレルの被覆定理である。そこでまず、この定理の記述に必要な概念を定義する。
定義 (開被覆) ― 
{\displaystyle (X,{\mathcal {O}})}を位相空間とし、{\displaystyle {\mathcal {S}}}をXの部分集合の集合とする。
{\displaystyle \cup _{O\in {\mathcal {S}}}O=X}
が成立するとき、{\displaystyle {\mathcal {S}}}はXを被覆するといい、特に{\displaystyle {\mathcal {S}}}の元が全て開集合であるとき、{\displaystyle {\mathcal {S}}}をXの開被覆(英: open cover)という。

### 定義
コンパクト性の概念は以下のように特徴づける事ができる：
定義 (ハイネ・ボレル性によるコンパクトの定義) ― 位相空間{\displaystyle (X,{\mathcal {O}})}が以下の性質を満たすとき{\displaystyle (X,{\mathcal {O}})}はコンパクトであるという：
- (ハイネ・ボレル性) Xの任意の開被覆{\displaystyle {\mathcal {S}}}に対し、{\displaystyle {\mathcal {S}}}のある有限部分集合{\displaystyle {\mathcal {T}}}が存在し、{\displaystyle {\mathcal {T}}}はXを被覆する[4]。

定理 (２つの定義が同値であること) ― ハイネ・ボレル性によるコンパクトの定義はボルツァーノ・ワイエルシュトラス性によるコンパクトの定義と同値である。
上述の定義における{\displaystyle {\mathcal {T}}}の事を{\displaystyle {\mathcal {S}}}の有限部分被覆という。

もともとのハイネ・ボレルの定理は以下のように記述できる：
定理 (ハイネ・ボレルの被覆定理) ― {\displaystyle \mathbb {R} ^{n}}の部分集合Xが有界閉集合であれば、（{\displaystyle \mathbb {R} ^{n}}から誘導される部分位相に関して）ハイネ・ボレル性によるコンパクトの定義を満たす。
後述するように、実は逆向きも成立する事が知られているので、{\displaystyle \mathbb {R} ^{n}}においてはコンパクト性は有界閉集合である事と同値である。なお、一般の距離空間では「コンパクト部分集合⇒有界閉集合」は言えるが逆向きは成立するとは限らない。

### 有限交差性
ハイネ・ボレル性による定義における「開集合」の補集合を取って「閉集合」とし、さらに対偶を取る事で、コンパクト性の以下の特徴づけが得られる：
定義 ― {\displaystyle (X,{\mathcal {O}})}を位相空間とし、Xの閉集合の任意の集合{\displaystyle {\mathcal {F}}}が以下の性質を満たすとき、{\displaystyle {\mathcal {F}}}は有限交差性を満たすという：
- {\displaystyle {\mathcal {F}}}の任意の有限部分集合{\displaystyle {\mathcal {F}}'}が、{\displaystyle \cap _{F\in {\mathcal {F}}'}F\neq \emptyset }を満たす。

定理 (有限交差性によるコンパクトの特徴づけ) ― {\displaystyle (X,{\mathcal {O}})}がコンパクトである必要十分条件は以下の性質が成立する事である：
- Xの閉集合の任意の集合{\displaystyle {\mathcal {F}}}が有限交差性を満たせば{\displaystyle \cap _{F\in {\mathcal {F}}}F\neq \emptyset }が成立する。

この条件は区間縮小法の一般化になっているとみなすことができ、位相空間における存在証明に重要な役割を果たす。

### 利用例
ハイネ・ボレル性は定理の証明などでXの各点xの近傍{\displaystyle O_{x}}上で局所的に示されている性質をX全体に広げる際に用いられる。この場合、ハイネ・ボレル性でいう開被覆{\displaystyle {\mathcal {S}}}は典型的には各点の近傍の集合{\displaystyle {\mathcal {S}}=\{O_{x}\mid x\in X\}}であり、ハイネ・ボレル性はこの無限個の開集合からなる開被覆から有限部分被覆{\displaystyle {\mathcal {T}}}を抽出して、無限に伴う証明の困難さを回避する事を可能にする。

具体的には以下の定理の証明をもとに、ハイネ・ボレル性の使い方を説明する：
定理 (ハイネ・カントールの定理) ― 距離空間X、Yに対し、Xがコンパクトであれば、X上定義された任意の連続関数{\displaystyle f~:~X\to Y}は一様連続である
この定理は、ハイネ・ボレル性を利用して以下のように証明する。まずfの連続性により、任意にε>0を固定するとき、Xの各点xの、あるδx-近傍が{\displaystyle f(B_{\delta _{x}}(x))\subset B_{\varepsilon }(f(x))}を満たす。ここで{\displaystyle B_{\varepsilon }(y)}は点yのε-近傍を表す。
この{\displaystyle \delta _{x}}はxに依存しているが、もしも正数{\displaystyle \varepsilon }を与えたときに{\displaystyle f(B_{\delta }(x))\subset B_{\varepsilon }(f(x))}を満たす正数δが点xに依らずに選べるのであれば{\displaystyle f}の{\displaystyle X}における一様連続性が言える。そのようなδを見つける単純な方法は
{\displaystyle \delta =\inf _{x\in X}\delta _{x}}
とする事だが、xの選択は無限にあるので、δは0になる可能性があるからうまくいかない。
そこでハイネ・ボレル性を使って開被覆{\displaystyle {\mathcal {S}}=\{B_{\delta _{x}/2}(x)|x\in X\}}の有限部分被覆{\displaystyle {\mathcal {T}}=\{B_{\delta _{x_{i}}/2}(x_{i})|i=1,\ldots ,n\}}を選び、
{\displaystyle \delta =\min _{i}\delta _{x_{i}}/4}
とすれば{\displaystyle \delta _{x_{i}}}の個数は有限個なのでδ>0であることが保証される。
しかも{\displaystyle {\mathcal {T}}}がXを被覆している事から、任意のx ∈ Xに対し、{\displaystyle x\in B_{\delta _{x_{i}}}(x_{i})}となるxiが存在して、
{\displaystyle f(B_{\delta }(x))\subset f(B_{\delta _{i}}(x))\subset B_{\varepsilon }(f(x))}
となることから{\displaystyle f}の{\displaystyle X}における一様連続性が言える。

## それ以外の特徴づけ
コンパクト性は、有向点族と本質的に同値な概念であるフィルターの収束によっても特徴づけられる。また普遍有向点族やその対応概念である超フィルターを用いても特徴づける事ができる。これまでに述べて特徴づけも含め、こうしたコンパクト性の様々な特徴づけを列挙する
定理 (コンパクトの特徴づけ) ― 位相空間{\displaystyle (X,{\mathcal {O}})}に対し、以下は全て同値である。
- Xはハイネ・ボレル性によるコンパクトの定義を満たす。
- Xは 有限交差性によるコンパクトの定義を満たす。
- Xはボルツァーノ・ワイエルシュトラス性によるコンパクトの定義を満たす
- X上の任意のフィルターは収束する細分を持つ
- X上の任意の有向点族は集積点を持つ
- X上の任意のフィルターは集積点を持つ
- X上の任意の普遍有向点族は収束する
- X上の任意の超フィルターは収束する

## 性質

### 閉集合
コンパクトな位相空間の部分集合に関し、以下が言える：
- コンパクト空間の部分集合が閉集合ならコンパクトである。
- ハウスドルフの分離公理を満たす位相空間のコンパクト部分集合は閉集合である。

したがってコンパクトかつハウスドルフな位相空間（コンパクトハウスドルフ空間）では部分集合Aが閉集合である事とAがコンパクトである事は同値である。

### コンパクト性の遺伝
- コンパクト空間から位相空間への連続写像の像はコンパクト集合である。
- （有限個または無限個の）コンパクト空間の直積はコンパクトである。（チコノフの定理。この定理はZF のもとで選択公理と同値である[5]）

### その他
- コンパクト空間からハウスドルフ空間への連続な全単射写像は同相写像である。
- コンパクト空間から実数体への連続関数は一様連続である。（ここから連続関数がリーマン可積分であることが言える）
- コンパクトハウスドルフなら正規[6]

## 距離空間におけるコンパクトの特徴づけ
X が距離空間であれば、コンパクト性をまた別の方法で特徴づける事ができる。まずは結論となる定理を提示し、それから定理の記述に必要な概念を順に導入する。
定理 (距離空間におけるコンパクト性の特徴づけ) ― 
X を距離空間とするとき以下の3つは同値である。
1. X はコンパクトである。
2. X は全有界かつ完備である。
3. X は点列コンパクトである。

### 定理の記述に必要な諸概念

#### 全有界性
距離空間Xが全有界であるとは任意の ε > 0 に対し、X を半径 ε の有限個の開球で被覆する事ができる事を指す：
定義 (全有界性) ― 
距離空間Xが全有界（ぜんゆうかい、英: totally bounded）もしくはプレコンパクト（英: precompact）であるとは任意の ε > 0 に対し、Xの有限部分集合 {\displaystyle F\subset X} が存在し、
{\displaystyle X=\bigcup _{x\in F}B_{\varepsilon }(x)}
となる事を指す。（ここで{\displaystyle B_{\varepsilon }(x)}は点xのε-近傍{\displaystyle B_{\varepsilon }(x)=\{y\in X\mid d(x,y)<\varepsilon \}}を表す。）
全有界性は以下のようにも特徴づけられる事が知られている：
定理2 ― 距離空間Xが全有界である必要十分条件は以下を満たす事である：
X上の任意の点列に対しある部分列が存在し、その部分列はコーシー列である。

#### 完備性
定義 ― 
距離空間 X が完備であるとは X 上のコーシー列は必ず収束する事を指す。
詳細は完備距離空間の項目を参照されたい。

#### 点列コンパクト
位相空間が点列コンパクトとは、一般の有向集合ではなく点列に対してのみボルツァーノ・ワイエルシュトラス性が保証される事を意味する：
定義 ― 
位相空間 X が点列コンパクトであるとは、X 上の任意の点列は収束部分列を持つ事を指す。すなわち X 上の任意の点列 {\displaystyle \{x_{n}\}_{n\in \mathbb {N} }} に対し適当な部分列 {\displaystyle \{x_{n_{i}}\}_{i\in \mathbb {N} }} を取れば {\displaystyle \{x_{n_{i}}\}_{i\in \mathbb {N} }} は X 上のいずれかの点に収束する事を指す。
点列コンパクト性の事を点列に対するボルツァーノ・ワイエルシュトラス性とも言う。
コンパクトと点列コンパクトの同値性は擬距離空間でも成立するが、無条件には成立しない。点列コンパクト性に関する詳細は後述する。

### 有限次元ベクトル空間におけるコンパクト性
距離空間においてはコンパクト性と「全有界かつ完備」が同値になる事をユークリッド空間に適用すると、以下の系が従う：
系 ― 有限次元のユークリッド空間（あるいはより一般に完備リーマン多様体）の部分集合 A がコンパクトである必要十分条件は A が有界閉集合である事である。
より正確に言うと有限次元のユークリッド空間や完備リーマン多様体の部分集合に対しては、有界性と全有界性が同値であり、完備性と閉集合である事が同値である。これらの事実は簡単に証明できる。

### 一様空間への一般化
コンパクト性と「全有界かつ完備」が同値になる事は距離空間よりも一般的な一様空間でも成立する：
定理 (一様空間におけるコンパクト性の特徴づけ) ― 
X を一様空間とするとき以下の3つは同値である。
1. X はコンパクトである。
2. X は全有界かつ完備である。

一様空間の定義は当該項目を参照されたい。一様空間における全有界性と完備性は以下のように定義される：
定義・定理 (一様空間における全有界性) ― {\displaystyle (X,{\mathcal {U}})}を一様空間とし、DをX上の擬距離の集合でDが定める一様構造が{\displaystyle {\mathcal {U}}}と一致するものとする。
このとき以下の条件は全て同値である。これらの条件の少なくとも１つ（したがって全て）を満たすとき、{\displaystyle (X,{\mathcal {U}})}は全有界(英: totally bounded)もしくはプレコンパクト(英: precompact)であるという。
- 任意の近縁{\displaystyle U\in {\mathcal {U}}}に対し、ある有限集合F∈Xが存在し、{\displaystyle \cup _{x\in F}U[x]=X}である。
- 任意の擬距離d∈Dと任意の実数ε>0に対し、Xの有限部分集合Fが存在し、{\displaystyle \cup _{x\in F}\{y\mid d(x,y)<\varepsilon \}=X}が成立する。
- X上の任意の有向点族は部分有向点族でコーシーなものを持つ。

定義 (一様空間の完備性) ― 
一様空間 X が完備であるとは X 上の任意のコーシー有向点族が少なくとも１つ極限を持つ事をいう。
上で「少なくとも１つ極限を持つ」という言い方をしているのは、{\displaystyle {\mathcal {U}}}が定める位相構造がハウスドルフでない限り、有向点族の収束の一意性は保証されないからである。

### Niemytzki-Tychonovの定理
擬距離化可能空間においてコンパクト性は以下のようにも特徴づける事ができる：
定理 (Niemytzki-Tychonovの定理) ― Xを擬距離化可能な位相空間とするこのときXがコンパクトである必要十分条件は、X上の任意の擬距離d（でその擬距離の定める位相がXの位相と一致するもの）に対し、擬距離空間{\displaystyle (X,d)}が完備である事である。

## 無限次元空間におけるコンパクト性
すでに述べたように、有限次元ベクトル空間やより一般に有限次元の完備リーマン多様体の部分集合に対してはコンパクト性は有界閉集合と等しい。一方無限次元の空間の場合は、どのような空間にどのような位相を入れるかにより結論が異なる。

### 無限次元ベクトル空間

#### ノルムから位相を入れた場合
ノルムから位相を入れたベクトル空間（ノルム空間）に対してはリースの補題から直接的に次の事実が従う：
命題 ― {\displaystyle \mathbb {R} }もしくは{\displaystyle \mathbb {C} }上のノルム空間Vの閉単位球がコンパクトである必要十分条件はVが有限次元である事である。
この定理を具体例を通して説明すると、例えばℓ2空間
{\displaystyle \ell ^{2}=\{x=(x_{n})_{n\in \mathbb {N} }\mid \sum _{n}x_{n}{}^{2}<\infty \}}
にℓ2ノルム
{\displaystyle \|x\|=\left(\sum _{n\in \mathbb {N} }x_{n}{}^{2}\right)^{1 \over 2}}
から定まる距離を入れた空間の閉単位球
{\displaystyle B=\{x\in \ell ^{2}\mid \|x\|\leq 1\}}
はコンパクトではない。
実際、
{\displaystyle \mathbb {e} _{n}=(\delta _{n,k})_{k\in \mathbb {N} }}
とすると（ここでδn,kはクロネッカーのデルタ）、
{\displaystyle \|\mathbb {e} _{n}-\mathbb {e} _{m}\|={\sqrt {2}}} for n≠m
であるので、{\displaystyle (\mathbb {e} _{n})_{n\in \mathbb {N} }\subset B}のいかなる部分列{\displaystyle (\mathbb {e} _{n_{i}})_{i\in \mathbb {N} }}もコーシー列の条件
{\displaystyle \lim _{i,j\to \infty }\|\mathbb {e} _{n_{i}}-\mathbb {e} _{n_{j}}\|=0}
を満たしえず、したがって{\displaystyle (\mathbb {e} _{n})_{n\in \mathbb {N} }\subset B}は収束部分列を持たない為点列コンパクトではなく、よってコンパクトでもない。
ℓ2空間の閉単位球Bがコンパクトにならない原因は、Bは有界であっても全有界ではないからである。実際、{\displaystyle \|\mathbb {e} _{n}-\mathbb {e} _{m}\|={\sqrt {2}}} for n≠mであるので、{\displaystyle \varepsilon <{\sqrt {2}}/2}を満たす正数εに対しては、各{\displaystyle \mathbb {e} _{1},\mathbb {e} _{2},\ldots }を覆うために一つずつε-球を用いる必要があるので、可算無限個のε-球が必要となり、全有界ではない。

#### ＊弱位相の場合
一方、無限次元空間であってもノルムから定まる位相以外の位相に関しては閉単位球がコンパクトになる事もある：
定理 (バナッハ・アラオグルの定理) ― Kを{\displaystyle \mathbb {R} }もしくは{\displaystyle \mathbb {C} }とする。このときK上のノルム空間Vの双対空間V*に＊弱位相を入れると、(Vが無限次元であっても)V*の閉単位球はコンパクトである。
ここでノルム空間Vの双対空間V*はV上のK値連続線形写像全体を関数としての和と定数倍によりベクトル空間とみなしたものであり、＊弱位相とはx ∈ Vに対し、
{\displaystyle \mu _{x}\colon \alpha \in V^{*}\mapsto \alpha (x)\in K}
とするとき、μxが全て連続になるV*上の最弱の位相の事である。なおV*は作用素ノルムによりノルム空間とみなせ、上記の定理で言う「閉単位球」はこのノルムに関する閉単位球の事である。

＊弱位相はハウスドルフ性を満たす事が知られており、コンパクトな空間の閉部分集合はコンパクトなので、以下の系が成立する：
系 ― V*に＊弱位相を入れた空間の有界閉集合はコンパクト
なお、Vが再帰的であればV上の弱位相に関しても同様な事が成立する事が知られているが、再帰的でない場合には反例がある事が知られている。
注意しなければならないのは、＊弱位相における有界閉集合には内点が無く、有界閉集合上の点は必ず境界点になる事である。これはすなわち、たとえ閉単位球がコンパクトであっても＊弱位相をいれたV*が後述する局所コンパクトにはなっていない事を意味する。

### コンパクト空間の直積
本節では位相空間の（有限個または無限個の）直積には２種類の位相が入り、コンパクト空間の無限個の直積に前者の位相を入れた場合はコンパクトになるが、後者の位相を入れた場合はそうなるとは限らない事を見る。

#### 直積位相と箱型積位相
{\displaystyle (X_{\lambda })_{\lambda \in \Lambda }}を位相空間の族するとき、{\displaystyle \prod _{\lambda \in \Lambda }X_{\lambda }}には以下の２種類の位相が入る。
定義 (直積位相、箱型積位相) ― {\displaystyle (X_{\lambda })_{\lambda \in \Lambda }}を位相空間の族とする。このとき、
- 全ての射影{\displaystyle p_{\lambda }\colon \prod _{\lambda \in \Lambda }X_{\lambda }\to X_{\lambda }}を連続にする最弱の位相を直積位相もしくはチコノフ位相という。
- {\displaystyle \{\prod _{\lambda \in \Lambda }O_{\lambda }\mid \forall \lambda \in \Lambda ~:~O_{\lambda }\in {\mathcal {O}}_{\lambda }\}}を開基とする位相を箱型積位相（英語版）という[13]。

これら２つの位相は有限個の直積{\displaystyle X_{1}\times \cdots \times X_{n}}を考えている場合は同一であるが、無限積を考えた場合には箱型積位相のほうが直積位相よりも強い（弱くない）位相になる。これを見るために直積位相を具体的に書き表すと、以下のようになる事が知られている：
定理 ― 上の定義と同様に記号を定義するとき、
直積位相は
{\displaystyle {\Bigg \{}\prod _{\lambda \in \Lambda }O_{\lambda }\ {\Bigg |}\ O_{\lambda }\in {\mathcal {O}}_{\lambda }}, 有限個のλを除いて{\displaystyle O_{\lambda }=X_{\lambda }{\Bigg \}}}
を開基とする。
Λが無限集合のときは、「有限個のλを除いて…」という条件が原因で、箱型積位相と差が生じる。例えば{\displaystyle \mathbb {R} _{1},\mathbb {R} _{2},\ldots }を{\displaystyle \mathbb {R} }の(可算)無限個のコピーとし、{\displaystyle U_{1},U_{2},\ldots }を{\displaystyle U=(0,1)}の無限個のコピーとするとき、直積
{\displaystyle \prod _{i\in \mathbb {N} }U_{i}}
は直積位相に関して
{\displaystyle \prod _{i\in \mathbb {N} }\mathbb {R} _{i}}
の開集合ではない。実際、前述の「有限個を除いて…」という条件を満たしておらず、条件をみたすものの和集合としても書けないからである。

#### チコノフの定理
コンパクト空間の（有限個または無限個の）直積に直積位相位相を入れたものはコンパクトである：
定理 (チコノフの定理) ― {\displaystyle (X_{\lambda })_{\lambda \in \Lambda }}をコンパクトな位相空間の族とする。このとき直積{\displaystyle \prod _{\lambda \in \Lambda }X_{\lambda }}に直積位相を入れたものはコンパクトである。
なおチコノフの定理は(ZF公理系を仮定した上で)選択公理と同値である事が知られている。
チコノフの定理より例えば{\displaystyle \mathbb {R} }上の単位区間{\displaystyle I=[0,1]}の無限個のコピー{\displaystyle I_{1},I_{2},\ldots }の直積{\displaystyle \prod _{i\in \mathbb {N} }I_{i}}に直積位相を入れたものはコンパクトである。
一方{\displaystyle \prod _{i\in \mathbb {N} }I_{i}}に箱型積位相を入れたものはコンパクトではない。実際、{\displaystyle x=(x_{i})_{i\in \mathbb {N} }\in \prod _{i\in \mathbb {N} }I_{i}}に対し、ノルムを
{\displaystyle \|x\|_{\infty }=\sup _{i}|x_{i}|}
と定義すると、箱型積位相はこのノルムから定まる位相と一致する事を簡単に確かめる事ができる。そこで{\displaystyle \mathbb {e} _{n}=(\delta _{n,k})_{k\in \mathbb {N} }}として無限次元ノルム空間の場合と同様の議論でコンパクトでない事を示せる。

## コンパクト化
位相空間X のコンパクト化とは X をコンパクトな位相空間に稠密に埋め込む操作を指す。コンパクトな空間は数学的に取り扱いやすい為、X をそのような空間に埋め込む事で X の性質を調べやすくする事ができる。コンパクトでない位相空間に一点付け加えるだけでコンパクト化する方法が必ず存在する(アレクサンドロフの一点コンパクト化)他、いくつかのコンパクト化の方法が知られている。実用上は X の構造を保つなど、X の性質が調べやすくなるコンパクト化の方法を選ぶ必要がある（例えば X が多様体であるときにコンパクト化 K として多様体になるものを選ぶ等）。

## 関連概念とその関係性
コンパクト性は位相空間論における重要概念の一つなので、コンパクト性の定義を拡張したり修正したりした概念が複数存在する。本節ではこうした概念を紹介し、それらの関係性を述べる。

### 可算コンパクト、点列コンパクト、擬コンパクト
これらの概念は以下のように定義される。点列コンパクトの定義は前の章ですでに述べたがが再掲している：
| 名称           | 名称（英語）               | 定義 |
| -------------- | -------------------------- | --- |
| 可算コンパクト | countably compact space    | Xの任意の可算開被覆{\displaystyle {\mathcal {S}}}は有限部分開被覆{\displaystyle {\mathcal {T}}\subset {\mathcal {S}}}を持つ。ここでXの可算開被覆{\displaystyle {\mathcal {S}}}とは開被覆で可算集合であるものをいう。 |
| 点列コンパクト | sequentially compact space | X 上の任意の点列は収束部分列を持つ事を指す。すなわち X 上の任意の点列 {\displaystyle \{x_{n}\}_{n\in \mathbb {N} }} に対し適当な部分列 {\displaystyle \{x_{n_{i}}\}_{i\in \mathbb {N} }} を取れば {\displaystyle \{x_{n_{i}}\}_{i\in \mathbb {N} }} は X 上のいずれかの点に収束する事を指す。点列コンパクト性の事を点列に対するボルツァーノ・ワイエルシュトラス性とも言う。 |
| 擬コンパクト   | pseudocompact              | Xから実数体への連続関数 f が必ず有界となる |

これらの概念は以下の関係性を満たす：
定理 ― コンパクト⇒可算コンパクトであり、点列コンパクト⇒可算コンパクトであり、可算コンパクト⇒擬コンパクトである。。

擬距離化可能な空間ではこれら４つの概念は同値である：
定理 (擬距離化可能空間における同値性) ― {\displaystyle (X,{\mathcal {O}})}を位相空間とする。
Xが擬距離化可能空間であれば、コンパクト、可算コンパクト、点列コンパクト、擬コンパクトは同値。
Xが擬距離化可能とは限らない場合はこれらは同値とは限らないが、以下のような関係を満たす：
定理 ― {\displaystyle (X,{\mathcal {O}})}を位相空間とする。
- Xが第一可算公理を満せば、Xの点列コンパクト性と可算コンパクト性は同値[17]。
- Xがパラコンパクト（後述）で擬コンパクトならコンパクト[18]。

### 局所コンパクト、σ-コンパクト、リンデレーフ、パラコンパクト、メタコンパクト
これらは以下のように定義される：
| 名称                  | 名称（英語）    | 定義 |
| --------------------- | --------------- | --- |
| 局所コンパクト        | locally compact | Xの任意の点がコンパクトな近傍を持つ事。 |
| σ-コンパクト(しぐま-) | σ-compact space | Xは可算個のコンパクト集合の和集合として書ける |
| リンデレーフ          | Lindelöf space  | X の任意の開被覆は可算部分被覆を持つ |
| パラコンパクト        | paracompact     | Xはハウスドルフであり、Xの任意の開被覆は局所有限な細分を持つ。ここで X の被覆{\displaystyle {\mathcal {T}}}が被覆{\displaystyle {\mathcal {S}}}の細分(英: refinement)であるとは、{\displaystyle {\mathcal {T}}}の任意の元Tに対して{\displaystyle {\mathcal {S}}}の元Sが存在してT⊂Sを満たす事を言う。またX の被覆{\displaystyle {\mathcal {T}}}が局所有限(英: locally finite)であるとは、任意のx ∈ Xに対し、xの近傍Nが存在し、{\displaystyle N\cap T\neq \emptyset }となる{\displaystyle T\in {\mathcal {T}}}が有限個しかない事を指す。 |
| メタコンパクト        | metacompact     | X の任意の開被覆はpoint finiteな細分を持つ。ここで被覆{\displaystyle {\mathcal {T}}}がpoint finiteであるとは任意のx ∈ Xに対し、x ∈ Tとなる{\displaystyle T\in {\mathcal {T}}}が有限個である事を言う。 |

σ-コンパクトの定義に関して留意点を述べる。σ-コンパクトは局所コンパクトと違い、コンパクトな近傍（すなわち内点を持つ集合）である事を要求されていない。これが原因でσ-コンパクトであっても局所コンパクトではない事があり得る。例えば有理数の集合{\displaystyle \mathbb {Q} }は一点集合（これはコンパクトである）の可算和で書けるのでσ-コンパクトだが、{\displaystyle \mathbb {Q} }の各点のいかなる近傍も距離空間として完備でないのでコンパクトではなく、よって{\displaystyle \mathbb {Q} }は局所コンパクトではない。

#### 関係性
以上の概念は以下の関係性を満たす：
定理 (各種概念の関係性) ― {\displaystyle (X,{\mathcal {O}})}を位相空間とする。
- Xが第二可算公理を満たせばリンデレーフ[22]
- Xが距離化可能空間であれば、リンデレーフ性と第二可算公理と可分性は同値[23]
- Xがσコンパクトかつ局所コンパクトならパラコンパクトである[24]。
- Xがσ-コンパクトならリンデレーフ空間[25]
- Xが正則リンデレーフ空間であればパラコンパクト[25]
- Xが擬距離化可能ならパラコンパクト[19]
- XがメタコンパクトなT1空間であれば、可算コンパクト性とコンパクト性は同値[26]。

#### パラコンパクト
以上で述べた概念の中で重要なものの一つにパラコンパクトがある。本節ではパラコンパクトの性質について述べる。なおパラコンパクトの定義において我々は文献Kellyに従い、ハウスドルフ性を条件として課したが、書籍によってはハウスドルフ性を仮定していないので、注意が必要である。
パラコンパクトに関しては以下のようにも特徴づけられる。なお（ハウスドルフ性を満たす）パラコンパクトな空間は必ず正規空間になる事が知られている。
定理 (パラコンパクトの特徴づけ) ― {\displaystyle (X,{\mathcal {O}})}を正則な位相空間とするとき、下記の条件は全て同値である：
- Xはパラコンパクト
- Xの任意の開被覆は局所有限で開な細分を持つ
- Xの任意の開被覆は局所有限で閉な細分を持つ

ここで細分が開であるとは細分が開被覆になっている事を意味する。同様に細分が閉であるとは細分が閉被覆になっている事を意味する。上記の定理はパラコンパクトな空間において開被覆が単に局所有限な細分を持つだけでなく、局所有限でしかも開な細分や閉な細分を持つ事を保証している。
コンパクト性は開被覆が、（開な）部分被覆を持つ事を保証しているので、パラコンパクトな空間において開で局所有限な細分が保証される事は、コンパクト性において成り立っている議論をパラコンパクト性に拡張する際に有益である。
パラコンパクトな空間の重要な性質の一つとして、開被覆に従属する１の分割の存在が保証されるというものがある。この事実を述べるためにまず１の分割の定義、およびそれが開被覆と両立する事の定義を述べる：
定義 (1の分割) ― {\displaystyle (X,{\mathcal {O}})}を位相空間とする。X上の1の分割(英: partition of unity)とは(fα)α∈AをXから[0,1]区間への連続関数
{\displaystyle f_{\alpha }\colon X\to [0,1]}
で、以下の2性質を満たすものを言う。
1. 集合族{\displaystyle \{x\in X\mid f_{\alpha }(x)\neq 0\}_{\alpha \in A}}は局所有限
2. 任意のx∈Xに対し、{\displaystyle \sum _{\alpha }f_{\alpha }(x)=1}

なお上述の条件1に対する関連概念として関数の台(英: support)
{\displaystyle \mathrm {supp} (f)={\overline {\{x\in X\mid f(x)\neq 0\}}}}
が存在するが、1の分割の定義では関数の台と違い閉包を取っていない事に注意されたい。また条件2において和を取っているが、この和は条件1より各x∈Xに対して有限和である事が保証されているので、族(fα)α∈Aが仮に非可算無限個の元を持っていても和は意味を持つ。
定義 (開被覆に従属する1の分割) ― {\displaystyle (X,{\mathcal {O}})}を位相空間とし、{\displaystyle (O_{\tau })_{\tau \in T}}をXの開被覆とし、(fα)α∈AをXの1の分割とする。
- 任意のα∈Aに対し、あるτ∈Bが存在し、{\displaystyle \{x\in X\mid f_{\alpha }(x)\neq 0\}\subset O_{\tau }}が成立するとき、(fα)α∈Aは{\displaystyle (O_{\tau })_{\tau \in T}}に従属する(英: subordinate)という[27]。
- A=Bであり、任意のα∈A=Bに対し、{\displaystyle \{x\in X\mid f_{\alpha }(x)\neq 0\}\subset O_{\alpha }}が成立するとき、(fα)α∈Aは{\displaystyle (O_{\tau })_{\tau \in T}}に正確に従属する(英: precisely subordinate)という[27]。

パラコンパクトな空間は開被覆に従属する1の分割で特徴づけられる：
定理 (1の分割によるパラコンパクトの特徴づけ) ― {\displaystyle (X,{\mathcal {O}})}がハウスドルフ空間であるとき、下記の条件は全て同値である：
- Xはパラコンパクト
- Xの任意の開被覆{\displaystyle {\mathcal {S}}}に対し、{\displaystyle {\mathcal {S}}}に従属する1の分割が存在する。
- Xの任意の開被覆{\displaystyle {\mathcal {S}}}に対し、{\displaystyle {\mathcal {S}}}に正確に従属する1の分割が存在する。